# Premiul XRCO

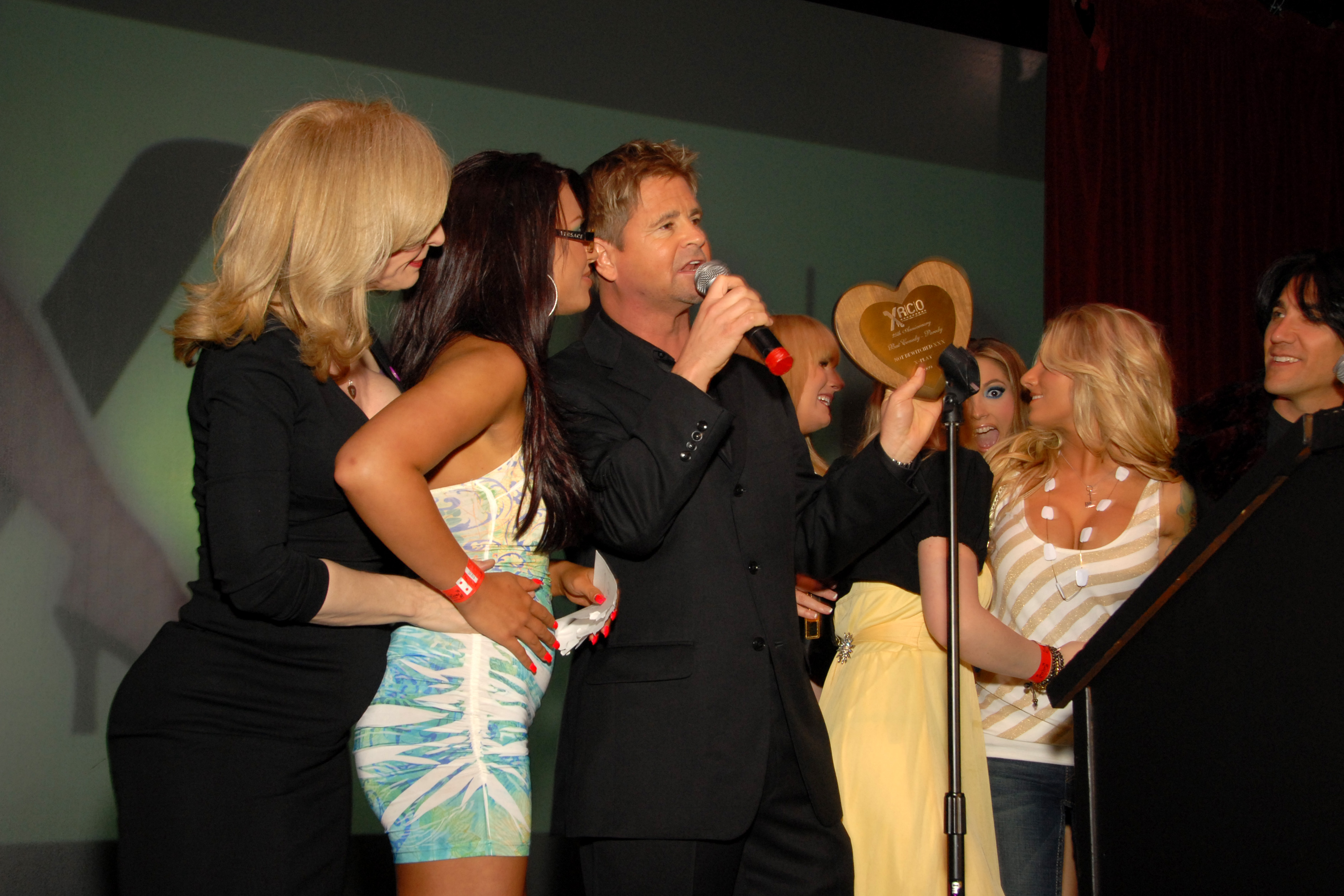
Premiul XRCO 

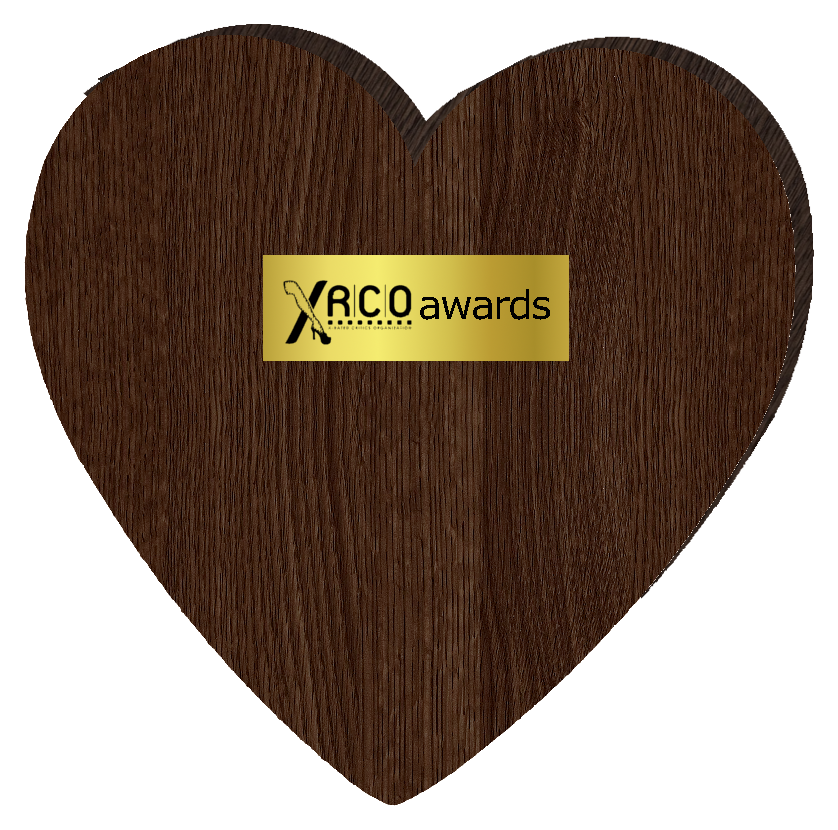

(XRCO Award) este un premiu cinematografic care se acordă anual din anul 1985 filmelor pornografice americane. XRCO este abreviera "X-Rated Critics Organization" care este o organizație care stabilește criteriile de producere a filmelor pornografice. Premiul se acordă anual la data de 14 februarie - ziua Sf. Valentin, ziua îndrăgostiților. Premiile se acordă după următoarele criterii: Best Film, Best Video, Best Director, Best Comedy or Parody, Best Gonzo Series, Best Amateur/Pro-Am Series, New Starlet, New Stud, Unsung Siren, Unsung Swordsman, Female Performer of the Year, Male Performer of the Year, Single Performance, Actress, Single Performance, Actor, Teen Cream Dream, Superslut, Sex Scene – Couple, Girl/Girl, 3-Way, Group Scene, Orgasmic Oralist, Orgasmic Analist, DVD și Mainstream's Adult Media Favorite.

## Premiați

### Actori (Single Performance)
- 1984 Eric Edwards (Great Sexpectations)
- 1985 Jerry Butler (Snake Eyes)
- 1993 Jon Dough (New Wave Hookers 3)
- 1994 Steven St. Croix (Dog Walker)
- 1995 Jon Dough (Latex)
- 1996 Tom Byron (Flesh)
- 1997 Tom Byron (Indigo Delta)
- 1998 James Bonn (Masseuse 3)
- 1999 Randy Spears (Double Feature)
- 2000 Joel Lawrence (Raw)
- 2001 Evan Stone (Cap'n Mongo's Porno Playhouse)
- 2002 Rocco Siffredi (The Fashionistas)
- 2003 Randy Spears (Space Nuts - Wicked Pictures)
- 2004 Randy Spears (Misty Beethoven - The Musical - VCA Pictures)
- 2005 Randy Spears (Eternity - Wicked Pictures)
- 2006 Randy Spears (Curse Eternal - Wicked Pictures)
- 2007 Randy Spears (Black Widow - Wicked Pictures)
- 2008 Evan Stone (Pirates II: Stagnetti's Revenge - Digital Playground)

### Actrițe (Single Performance)
- 1984 Rachel Ashley (Every Woman Has A Fantasy)
- 1985 Gloria Leonard (Taboo American Style (The Miniseries))
- 1993 Leena (Blinded by Love)
- 1994 Tyffany Million (Sex)
- 1995 Jeanna Fine (Skin Hunger)
- 1996 Jeanna Fine (My Surrender)
- 1997 Dyanna Lauren (Bad Wives)
- 1998 Jeanna Fine (Cafe Flesh 2)
- 1999 Inari Vachs (The Awakening)
- 2000 Taylor Hayes (Jekyll & Hyde)
- 2001 Taylor Hayes (Fade to Black)
- 2002 Belladonna (The Fashionistas)
- 2003 Ashley Long (Compulsion - Elegant Angel)
- 2004 Jessica Drake (Fluff and Fold - Wicked Pictures)
- 2005 Savanna Samson (The New Devil in Miss Jones - Vivid Entertainment Group)
- 2006 Hillary Scott (Corruption - Sex Z Pictures)
- 2007 Eva Angelina (Upload - Sex Z Pictures)
- 2008 Jessica Drake (Fallen - Wicked Pictures)